# Parents Music Resource Center

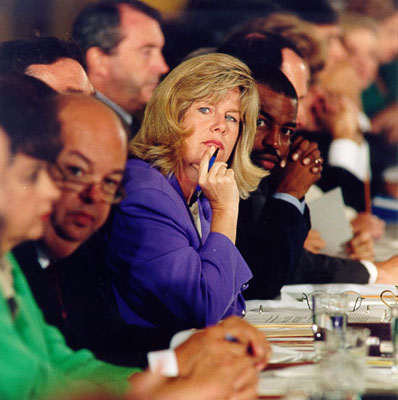
Tipper Gore

El Parents Music Resource Center (Centro de Recursos Musicales para Padres, en español) o PMRC era un comité estadounidense formado en 1985 por las esposas de varios políticos. Su misión era educar a los padres sobre "modas alarmantes" en la música popular. Sus impulsores aseguraban que el rock apoyaba y glorificaba la violencia, el consumo de drogas, el suicidio, y las actividades criminales, entre otras. Por ello, como organización, abogaban por la censura y la catalogación de la música.
La canción detonante de la iniciativa fue Darling Nikki de Prince.

## Miembros
Los miembros iniciales incluían a Tipper Gore, esposa del entonces senador y posterior vicepresidente Al Gore; Susan Baker, esposa del secretario de Economía James Baker, y Nancy Thurmond, esposa del senador Strom Thurmond.

## Reacciones en contra
En 1987, Mary Morello fundó Padres a favor del rock y el rap, un grupo de derechos civiles para contrarrestar lo que consideraba un ataque a la libertad de expresión y creación.
Ese mismo año, NOFX grabó The P.M.R.C. Can Suck On This, un EP de siete minutos en el que aparece por primera vez el tema "Shut Up Alredy", que incluirán en su primer disco de estudio Liberal Animation.
En 1988, Megadeth publicó su tercer álbum de estudio, So Far, So Good... So What!, el cual incluye la canción "Hook In Mouth", ataca explícitamente al PMRC y sobre cómo censura las canciones.
También en 1988, la banda de thrash metal Flotsam and Jetsam, en su álbum No Place For Disgrace incluye la canción "Hard On You", criticando la censura hacia los artistas.
En 1991, Anthrax lanzó su disco recopilatorio de lados B llamado Attack of the Killer B's, el cual incluía la canción "Startin' up a posse", una crítica a PMRC y a la censura y en defensa de la libertad de expresión. 
En 1992, Ramones lanzó su decimosegundo álbum de estudio, Mondo Bizarro, el cual abre con la canción "Censorshit" también conocida como "The Ballad of Tipper Gore", la cual también critica la censura, citando que es una "pantalla para los reales problemas".
En 1993, durante el Festival Lollapalooza en Filadelfia, los integrantes de Rage Against the Machine protagonizaron una protesta en contra la censura y en contra de PMRC permaneciendo en el escenario completamente desnudos durante 14 minutos, con el sonido del bajo y la guitarra de fondo. Se pusieron cinta aislante en la boca y mostraron las letras "P"."M"."R"."C", escritas en el pecho de los miembros del grupo.
En 1990, Sonic Youth incluyó en una de las imágenes del sencillo para el álbum Goo, un dibujo que traía la frase "Smash The PMCR Now!"

## Las "Quince asquerosas"
En 1985, PMRC publicó su famosa lista de canciones titulada "Filthy Fifteen" ("Quince asquerosas"), especificando a qué hacía referencia cada una de ellas y porqué deberían ser censuradas.
|    | Artista         | Título de la canción        | Contenido de las letras     |
| 1  | Prince          | Darling Nikki               | Sexo / Masturbación         |
| 2  | Sheena Easton   | Sugar Walls                 | Sexo                        |
| 3  | Judas Priest    | Eat Me Alive                | Sexo                        |
| 4  | Vanity          | Strap on Robbie Baby        | Sexo                        |
| 5  | Mötley Crüe     | Bastard                     | Violencia                   |
| 6  | AC/DC           | Let Me Put My Love Into You | Sexo                        |
| 7  | Twisted Sister  | We're Not Gonna Take It     | Violencia                   |
| 8  | Madonna         | Dress You Up                | Sexo                        |
| 9  | W.A.S.P.        | Animal (Fuck Like a Beast)  | Sexo                        |
| 10 | Def Leppard     | High 'N Dry                 | Consumo de drogas y alcohol |
| 11 | Mercyful Fate   | Into the Coven              | Ocultismo                   |
| 12 | Black Sabbath   | Trashed                     | Consumo de drogas y alcohol |
| 13 | Mary Jane Girls | In My House                 | Sexo                        |
| 14 | Venom           | Possessed                   | Ocultismo                   |
| 15 | Cyndi Lauper    | She Bop                     | Sexo / Masturbación         |